# Tegal (stad)
Tegal is een stad in Indonesië, die gelegen is in het regentschap Tegal. De stad is de grootste stad uit haar regentschap. De stad bestaat uit vier gemeenten (zogenaamde kecamatan): Tegal Barat, Tegal Timur, Tegal Selatan en Margadana.
Tegal diende in het voormalig Nederlands-Indië, samen met de nabijgelegen stad Pekalongan, als de hoofdstad van de koloniale suikerindustrie. In de jaren 20 van de 20e eeuw was Tegal een communistisch bolwerk, en de Tegalese PKI-afdeling was een belangrijke spil in de landelijke communistische opstand van 1926. De partij werd uiteindelijk hardhandig aangepakt door de regering van Nederlands-Indië, met als gevolg dat het ondergronds ging werken. De meest zichtbare bewijzen van het bestaan van het communisme in Tegal waren hiermee weggetrokken.
Ook nadat de marinekorps TNI Angkatan Laut Tegal op 15 november 1945 onafhankelijk gemaakt had, bleef Tegal een stad die leefde van de suiker; tot het midden van de 20e eeuw diende de stad als exporthaven voor bewerkt suikerriet uit de nabijgelegen plantages.
Na het aftreden van president Soeharto in 1998, was Tegal in juni van dat jaar volop in het nieuws, omdat er grote rellen waren uitgebroken tegen de lokale politiek.

## Culinaire keuken

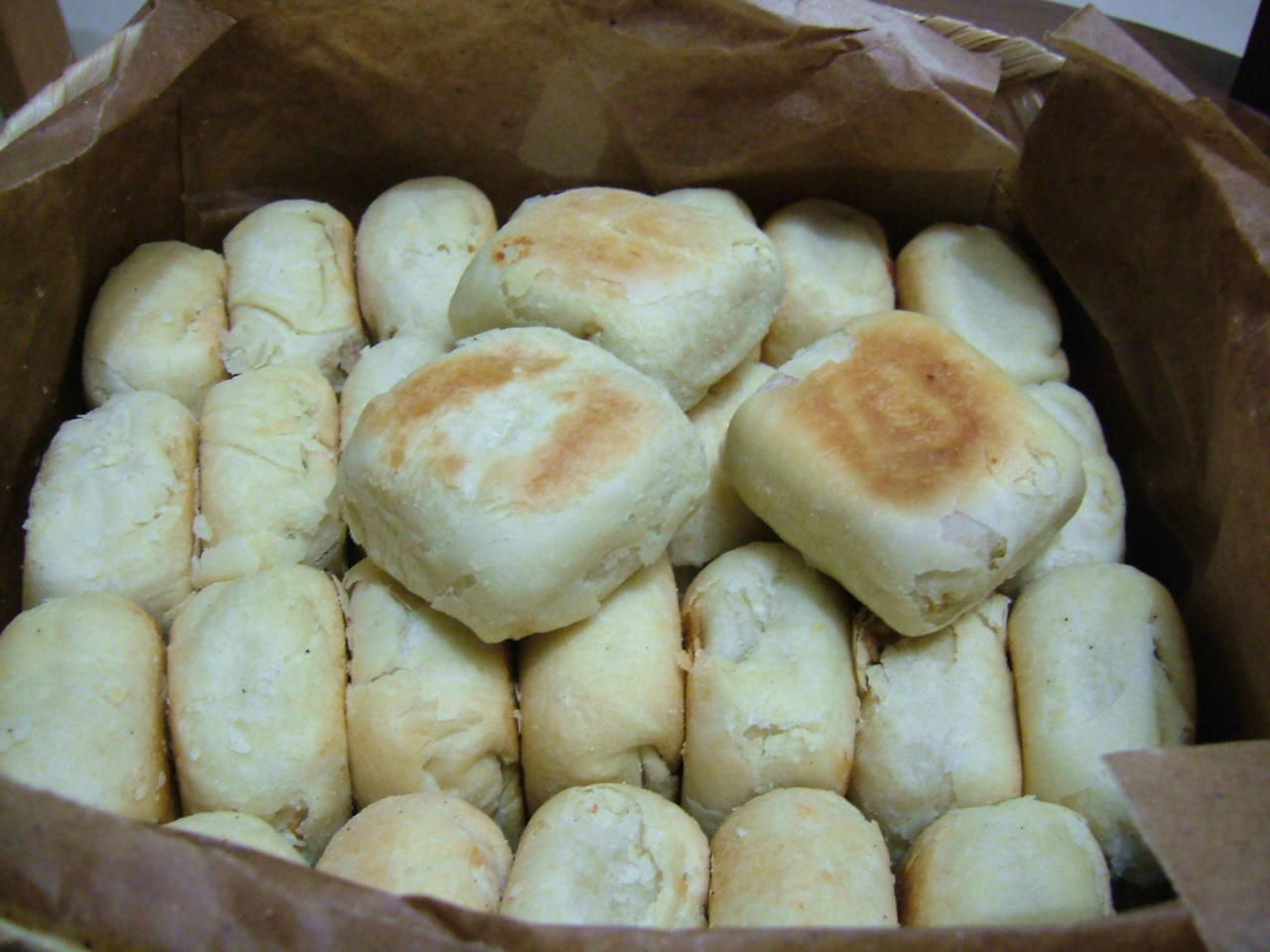
Traditionele zoete Tegalese broodjes

Tegal is niet geheel onbekend op de culinaire kaart; diverse van haar tradities hebben betrekking op de keuken, en er kan gesteld worden dat de stad deze tradities gedeeltelijk te danken heeft in het Nederlands imperialisme. Toen de Nederlanders zich namelijk op Nederlands-Indië vestigden, streefden zij er naar om zo veel mogelijk lokaal voedsel te consumeren. De Indonesiërs hielden echter van flink gekruid en pittig eten, terwijl de Nederlanders nog nauwelijks van knoflook en peper gehoord hadden. Er werd gekozen voor de gulden middenweg: Voedsel van lokale producten, maar gemaakt naar de smaak van de Nederlanders. Op deze manier ontstond in Tegal de Saté Tegal. De Saté Tegal bestaat uit geiten- of schapenvlees, bereid met sambal, ketjap en bamboe. Een ander traditioneel Tegalees gerecht is de Putu Tegal; een nagerecht met onder andere bakbanaan, kokos, pandanblaadjes en vanillesuiker. Tot slot kent de stad tal van kleine lokale delicatessen, zoals de broodjes die hiernaast zijn afgebeeld.

## Burgemeesters van Tegal
Tegal werd in 1906 een eigen gemeente met een gemeenteraad. Ze werd eerst bestuurd door de assistent-resident en pas vanaf 1929 kreeg ze een eigen burgemeester.
Nederlands-Indische periode:
- D.J. Spanjaard (1929-1933)
- waarnemend J.J.Ph. Koppenol (1934)
- A.M. Pino (1935-1937)
- Mr. W.A. Court (1937-1941)
- H. Leenmans (1941-1942)

## Geboren
- Slamet Gundono (19 juni 1966), een wajangspeler
- Rob Schreefel (4 november 1953), een Nederlandse beeldhouwer